# Friedrich Krupp (przedsiębiorstwo)

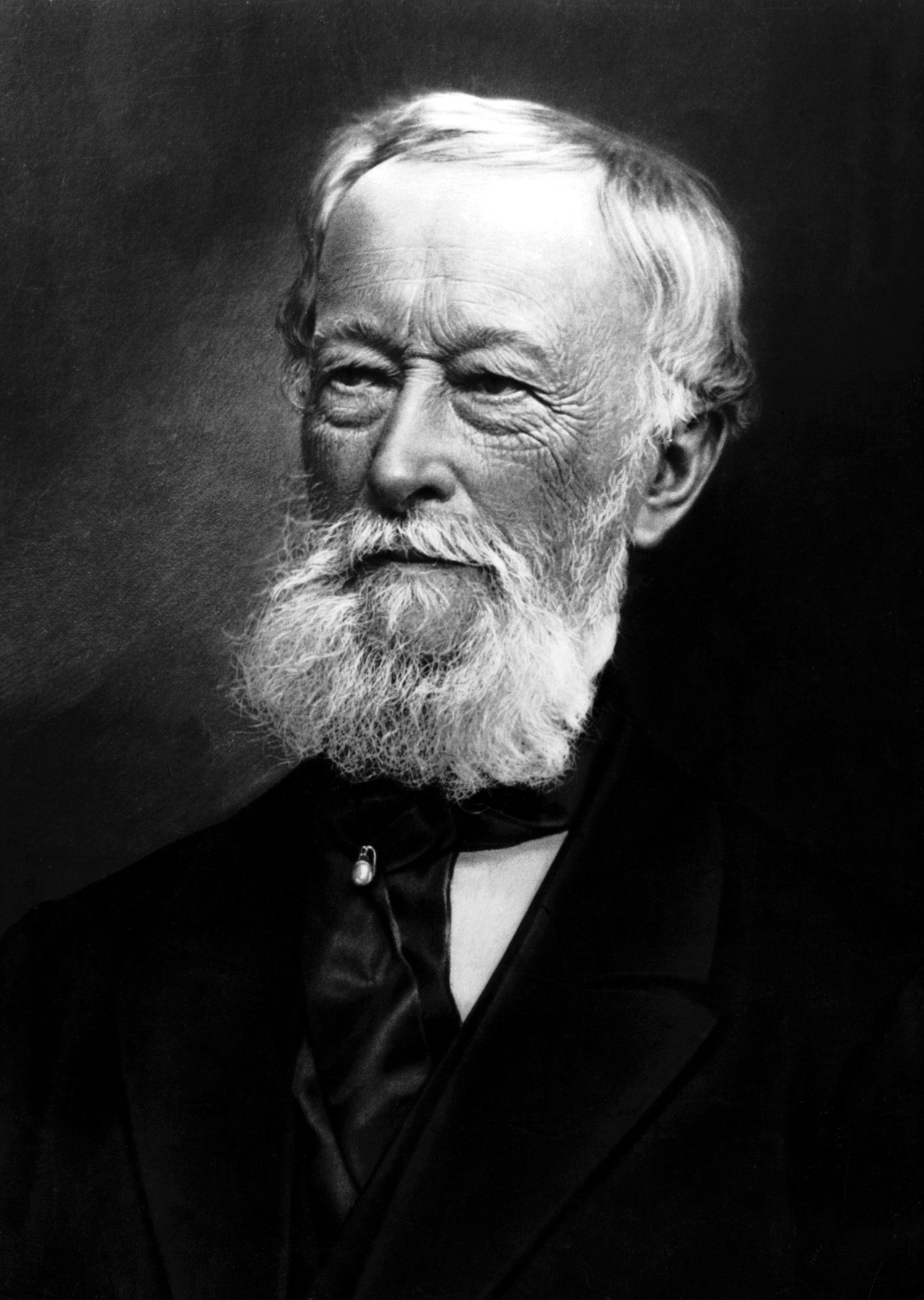
Alfred Krupp założyciel koncernu

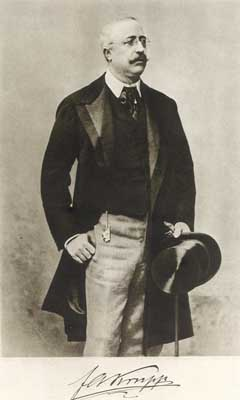
Friedrich Alfred Krupp

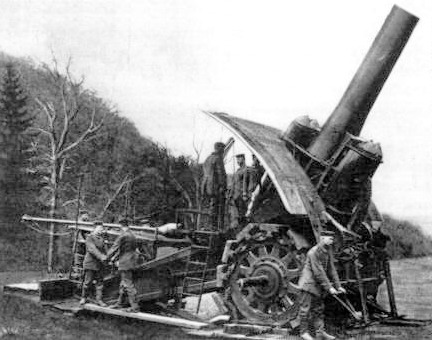
Moździerz „Gruba Berta” na stanowisku

Friedrich Krupp AG – niemiecki koncern stalowy założony w 1903 jako spółka akcyjna, będący kontynuacją przedsiębiorstwa, które w 1811 założył Friedrich Krupp. Siedziba przedsiębiorstwa znajdowała się w Essen. Przedsiębiorstwo zajmowało się wydobyciem rudy żelaza, produkcją i obróbką stali, systemów transportowych, elektroniki, maszyn przemysłowych oraz uzbrojenia i amunicji. W 1999 roku połączyło się z Thyssen AG, tworząc spółkę ThyssenKrupp AG.

## Historia
Od 1811 r. przedsiębiorstwo funkcjonowało jako odlewnia stali. W związku ze zmianami w przemyśle zapoczątkowanymi przez rewolucję przemysłową, a w szczególności w latach 1814–1825 kiedy wynaleziono parowóz i nowy środek transportu, kolej – powstał ogromny popyt na wyroby stosowane w przemyśle kolejowym. Alfred Krupp, syn założyciela, zainwestował w nowe technologie przemysłowego odlewu stali i przed 1840 uczynił firmę znaczącym producentem lokomotyw i materiałów dla kolei (np. szyn i zwrotnic). Krupp inwestował także w najnowsze technologie wytopu stali, m.in. za pomocą wysokotemperaturowych pieców fluidyzacyjnych i konwertorowego procesu Bessemera (wytop stali z surówki o niskiej zawartości siarki i fosforu). Jednocześnie kontynuowano proces przejmowania kopalń w Niemczech i we Francji, w celu zapewnienia stałych dostaw rud metali. Począwszy od 1840 Krupp zaczął produkować działa stalowe i dostarczać je armii rosyjskiej, tureckiej i pruskiej. W 1856 przedsiębiorstwo zorganizowało pierwszą w Niemczech stołówkę pracowniczą (pod nazwą „Menage”). Do 1880, wskutek niskiego popytu na wyroby niewojskowe i dzięki subsydiom rządowym, firma wyspecjalizowała się w produkcji uzbrojenia (w 1880 stanowiło ono 50% całkowitej produkcji przedsiębiorstwa). W 1892 Friedrich Alfred Krupp dokonał wrogiego przejęcia i zdobył 51% akcji Grusonwerk, dotąd skutecznie rywalizującego w produkcji wież pancernych do okrętów i fortyfikacji, powstały w wyniku tego Grusonwerk Krupp stał się największym w Niemczech producentem elementów pancernych fortyfikacji i okrętów oraz dział. Wieże produkowane w Grusonwerk miały umieszczane tabliczki „Gruson-Krupp” i były uważane za najlepsze w Europie. W 1902 roku Krupp nabył stocznię Germania.
W 1903 r. zakłady Kruppa zostały przekształcone w spółkę akcyjną (Aktiengesselschaft – AG), a tuż przed I wojną światową w koncern. W 1910 Krupp AG należał do czołówki międzynarodowych monopoli zbrojeniowych – produkował różne typy uzbrojenia dla ponad 50 państw z całego świata. W tym czasie do koncernu należało 17 wielkich pieców hutniczych, 53 pieców martenowskich, 17 walcarek oraz kilkaset kopalń węgla i rudy żelaza. W czasie I wojny światowej łączny zysk netto Krupp AG wyniósł 432 mln marek, a majątek koncernu zwiększył się w tym czasie czterokrotnie.
Po dojściu nazistów do władzy w 1933, Krupp AG do roku 1939 przekazał NSDAP ponad 12 mln marek – dzięki temu wsparciu właściciele koncernu zaczęli zajmować kluczowe stanowiska w instytucjach niemieckiej gospodarki, istotnej dla przemysłu stalowego np. Gustaw Krupp był członkiem Rady Generalnej Gospodarki oraz przewodniczącym Związku Przemysłu Niemieckiego. Jego syn, Alfried Krupp (gruppenführer SS), był członkiem Rady Zbrojeniowej i prezydium Zjednoczenia Przemysłu Węglowego. W 1939 koncern kontrolował 170 przedsiębiorstw w Niemczech oraz 60 za granicą. W czasie II wojny światowej koncern Kruppa był jednym z największych producentów uzbrojenia dla armii niemieckiej (działa, samochody ciężarowe, czołgi oraz ciągniki artyleryjskie). Jeden z zakładów Kruppa produkujących uzbrojenie, znajdujący się w Essen, od 1 stycznia 1943 do końca wojny wyprodukował 100% wszystkich dział kalibru ponad 240 mm, 25% ciężkich czołgów wyprodukowanych przez przemysł niemiecki oraz 30% dział przeciwlotniczych.
W latach 1939–1945 koncern zatrudniał ponad 250 000 ludzi i wykorzystywał na dużą skalę pracę więźniów obozów koncentracyjnych, jeńców wojennych oraz robotników przymusowych (przywożonych z krajów okupowanych). Pod koniec wojny w zakładach Kruppa pracowało 70 000 cudzoziemców i 23 000 jeńców wojennych. Wyjątkowo trudne warunki pracy spowodowały śmierć ponad 19 000 osób.
Krupp AG uczestniczył w zawłaszczaniu przedsiębiorstw w krajach okupowanych (m.in. w Polsce, Holandii, Czechosłowacji oraz Francji). Filia koncernu na okupowanej Ukrainie zajmowała się wydobyciem i wywozem rudy żelaza z kopalni w Krzywym Rogu oraz rudy manganu z kopalni w Nikopolu.
W 1944 r. całkowity majątek koncernu oszacowano na ponad 2 mld marek niemieckich. Do Krupp AG należało wtedy 110 wielkich przedsiębiorstw niemieckich, 41 za granicą – koncern kontrolował dodatkowo poprzez udziały 127 mniejszych firm oraz 25 za granicą. W 1945 oszacowano majątek koncernu na 1,3 mld marek – po odjęciu strat powstałych w wyniku alianckich bombardowań i demontażu części przedsiębiorstw należących do koncernu.
Po wojnie, w czasie procesów norymberskich (podczas wydzielonego tzw. „procesu Kruppa”) członkowie zarządu Krupp AG (również niektórzy dyrektorzy należących do koncernu przedsiębiorstw, szefowie niektórych działów i departamentów) zostali osądzeni i skazani na kary więzienia za zbrodnie przeciwko ludzkości (poprzez uczestnictwo w procederze niewolniczej eksploatacji robotników przymusowych, uwięzieniu, morderstwach, dewastacji i grabieży terytoriów okupowanych). Alfried Krupp, ostatni przed 1945 dyrektor Krupp AG, został skazany na 12 lat więzienia i przepadek mienia.

### Okres powojenny
W 1951 r. Alfred Krupp został zwolniony i w 1953 wrócił na poprzednie stanowisko, ponownie obejmując kierownictwo przedsiębiorstwem. W 1967 zmarł a przedsiębiorstwo w 1968 zostało przekształcona we Friedrich Krupp GmbH (Gesellschaft mit beschränkter Haftung – pol. spółka z ograniczoną odpowiedzialnością), a od 1992 funkcjonowało jako Friedrich Krupp AG Hoesch-Krupp (po połączeniu z firmą Hoesch AG).

## Współcześnie
W 1999 r. doszło do połączenia Friedrich Krupp AG Hoesch-Krupp z największym konkurentem z branży stalowej, koncernem Thyssen AG. Powstał w ten sposób konglomerat ThyssenKrupp AG – jeden z największych światowych producentów stali i piąte co do wielkości przedsiębiorstwo na rynku niemieckim. ThyssenKrupp AG jest notowany na Frankfurckiej Giełdzie Papierów Wartościowych.